# 仙人桥镇
仙人桥镇，是中华人民共和国吉林省白山市抚松县下辖的一个乡镇级行政单位。

## 行政区划
仙人桥镇下辖以下地区：
仙人桥社区、温泉社区、大安社区、大营村、河北村、温泉村、大青川村、黄家崴子村、庙岭村、东岭村、南岭村、金家小山村、富民村、青岭村、西岗村、梁山村、东风村和东江沿村。